# Peter Chen (Chemiker)

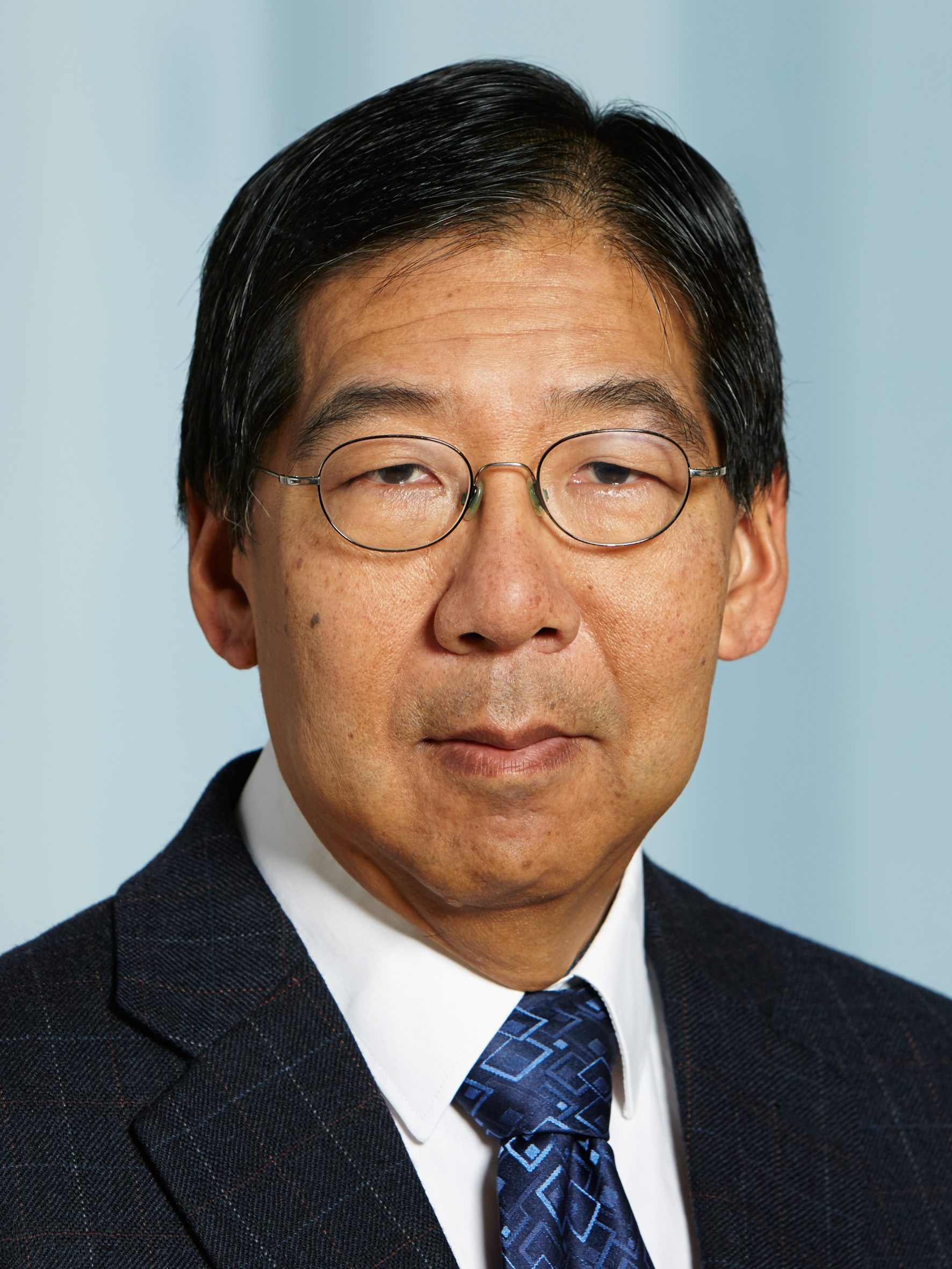
Peter Chen (2019)

Peter Chen (* 1960 in Salt Lake City) ist ein amerikanischer Chemiker und Professor in Physikalisch-Organischer Chemie.

## Werdegang
Chen studierte bis 1982 an der Universität von Chicago. Seinen Doktortitel erlangte er 1987 an der Yale University. 1988 wurde er Assistenzprofessor an der Harvard University in Cambridge, ab 1991 außerordentlicher Professor. Drei Jahre später folgte der Ruf an die ETH Zürich, wo er ordentlicher Professor wurde. Von 2007 bis 2009 wirkte er als Vizepräsident für Forschung und Wirtschaftsbeziehungen in der ETH-Schulleitung mit.
Chen war zentral daran beteiligt, dass die ETH Zürich Teil des Climate-KIC-Konsortiums geworden ist und hat u. a. gesagt, dass wir nicht nur aufgrund akademischer Arbeit bewertet werden sollten, sondern auch „an unserer Ambition auf Probleme in der Größenordnung des Klimawandels einzuwirken. […] Dies kann nicht ohne Partner der öffentlichen Hand und des Privatsektors erreicht werden.“
Chen war von 2006 bis 2018 Mitglied des Verwaltungsrates der Clariant.

## Auszeichnungen und Mitgliedschaften (Auszug)
- Golden Owl – für ausserordentlichen Unterricht 2005, 2015[6]
- National Science Foundation Presidential Young Investigator
- Camille and Henry Dreyfus Distinguished New Faculty Fellow
- David and Lucile Packard Fellow
- Camille and Henry Dreyfus Teacher Scholar
- Alfred P. Sloan Fellow (1991)
- American Chemical Society Cope Scholar
- James Flack Norris Award (2021)